# Berky Ferenc (festő)
Berky Ferenc, Berki (Kisszekeres, 1824. október 24. (keresztelés) – Szatmárnémeti, 1881. december 11.) festőművész.

## Életútja
Berki János és Máté Sára fiaként született. Korán hajlamot érzett a festészetre és Szatmáron Gaál Ignác volt a mestere, aki a törekvő ifjút magával vitte a fővárosba. Az 1840-es években több előkelő birtokos családnál készitett arcképeket Szatmár vármegyében. Lényegében egész életében itt dolgozott, csupán egy rövid ideig tanult Pesten, majd 1847-ben visszatért Szatmárra, ahol letelepedett. Mint arcképfestő és templomi festő működött. Ötvennél több templomot festett ki freskókkal és látott el oltárképekkel és közöttük igen sokat a vármegye területén. Csendéletképei különösen sikerültek voltak. 12 napi súlyos szenvedés után hunyt el 57 éves korában.